# 증평군·진천군·괴산군·음성군
증평군·진천군·괴산군·음성군은 대한민국의 옛 국회의원 선거구이다. 당시 충청북도 증평군, 진천군, 괴산군, 음성군 지역을 관할했다.

## 역사
2003년 8월 30일, 괴산군 증평읍·도안면이 증평군으로 분리되어 신설되었다. 이에 대한민국 제17대 국회의원 선거를 앞두고 진천군·괴산군·음성군 선거구가 증평군·진천군·괴산군·음성군 선거구로 개편되었다.
대한민국 제20대 국회의원 선거를 앞두고 보은군·옥천군·영동군 선거구의 인구가 하한선 미달이 되면서 개편이 필요해졌다. 이에 해당 선거구에 괴산군을 넘겨주게 되면서 보은군·옥천군·영동군·괴산군 선거구가 형성되었다. 이와 함께 남은 증평군, 진천군, 음성군은 증평군·진천군·음성군 선거구를 형성하게 됨에 따라 폐지되었다.

## 역대 국회의원
| 선거   | 정당 | 정당       | 의원   |
| ------ | ---- | ---------- | ------ |
| 2004년 |      | 열린우리당 | 김종률 |
| 2008년 |      | 통합민주당 | 김종률 |
| 2009년 |      | 민주당     | 정범구 |
| 2012년 |      | 새누리당   | 경대수 |

## 역대 선거 결과

### 대한민국 제17대 국회의원 선거
|  | 47.55% |

|  | 40.77% |

|  | 11.66% |

### 대한민국 제18대 국회의원 선거
|  | 38.83% |

|  | 35.23% |

|  | 13.56% |

|  | 10.31% |

|  | 2.05% |

### 2009년 대한민국 재보궐선거
|  | 41.94% |

|  | 29.64% |

|  | 20.11% |

|  | 4.36% |

|  | 3.19% |

|  | 0.74% |

### 대한민국 제19대 국회의원 선거
|  | 53.66% |

|  | 46.33% |